# Seznam osobností vyznamenaných 28. října 1999
Seznam osobností, které prezident České republiky Václav Havel vyznamenal nejvyššími státními vyznamenáními 28. října 1999.

## Řád Bílého lva
- George Bush, americký prezident
- Michail Gorbačov, sovětský prezident
- Helmut Kohl, německý politik
- François Mitterrand, in memoriam, francouzský prezident
- generál Klaus Naumann
- Ronald Reagan, americký prezident
- baronka Margaret Thatcherová
- Lech Wałęsa, polský prezident
- Simon Wiesenthal, lovec nacistů

## Řád Tomáše Garrigua Masaryka

### I. třídy
- Jeho Excelence PhDr. ThDr. Josef Matocha, arcibiskup olomoucký a metropolita moravský, in memoriam

### III. třídy
- PhDr. Přemysl Janýr, in memoriam
- JUDr. Oldřich Černý

## Medaile Za hrdinství
- Karel Pavlík, in memoriam
- Josef Slavík, in memoriam

## Medaile Za zásluhy

### I. stupeň
- Josef Adámek
- Jürgen Braunschweiger
- P. Josef Cukr
- Jan Hanuš
- JUDr. Vladimír Kabeš
- Adolf Müller
- Jan Procházka, in memoriam
- Ota Rambousek
- Josef Suk
- prof. Antonín Svoboda, in memoriam
- PhDr. Jiřina Šiklová, CSc.
- P. Vojtěch Vít

### II. stupeň
- Eva Borková
- prof. RNDr. Miroslav Brdička
- Ing. Jiří Hanzelka
- Jaroslava Havlová-Boni
- Meda Mládková
- Ing. Miroslav Zikmund

### III. stupeň
- Ivan Hlinka
- Ladislav Smoljak
- Zdeněk Svěrák